# Glypta parallela
Glypta parallela är en stekelart som beskrevs av Dasch 1988. Glypta parallela ingår i släktet Glypta och familjen brokparasitsteklar. Inga underarter finns listade i Catalogue of Life.